# Morti nel 1991/Settembre
| Questa pagina contiene informazioni ricavate automaticamente dalle voci biografiche con l'ausilio del template Bio e di un bot. L'aggiornamento è periodico e automatico e ricostruisce completamente la pagina. Se manca una persona in questa lista, sei pregato di non aggiungerla, ma accertati piuttosto che la sua voce biografica contenga il template Bio e che i dati anagrafici siano correttamente compilati. Se il template Bio manca, inseriscilo tu stesso o, in alternativa, metti l'avviso {{tmp\|Bio}} che ne segnala la mancanza. Se i dati riportati sono sbagliati, correggi direttamente la voce biografica; le modifiche saranno visibili in questa lista entro pochi giorni. Per chiarimenti vedi il progetto biografie. La lista contiene solo le 89 persone che sono citate nell'enciclopedia e per le quali è stato implementato correttamente il template Bio. Pagina aggiornata al 3 mar 2024. |

- 1º settembre - Otl Aicher, designer tedesco (n. 1922)
- 2 settembre - Arnol'd Černuševič, schermidore sovietico (n. 1933)
- 2 settembre - Alfonso García Robles, politico e diplomatico messicano (n. 1911)
- 2 settembre - Laura Riding, scrittrice, poetessa e critica letteraria statunitense (n. 1901)
- 3 settembre - Jean Bourgoin, direttore della fotografia francese (n. 1913)
- 3 settembre - Frank Capra, regista, sceneggiatore e produttore cinematografico italiano (n. 1897)
- 3 settembre - Eduardo Cordero, cestista cileno (n. 1921)
- 3 settembre - Falk Harnack, regista e sceneggiatore tedesco (n. 1913)
- 4 settembre - Charlie Barnet, sassofonista, direttore d'orchestra e compositore statunitense (n. 1913)
- 4 settembre - Gerardo Catena, carabiniere italiano (n. 1967)
- 4 settembre - Henri-Marie de Lubac, gesuita, teologo e cardinale francese (n. 1896)
- 4 settembre - Tom Tryon, attore e scrittore statunitense (n. 1926)
- 4 settembre - Dottie West, cantante statunitense (n. 1932)
- 5 settembre - Italo Pietra, partigiano, giornalista e scrittore italiano (n. 1911)
- 6 settembre - Elpidio Mioni, grecista, bizantinista e paleografo italiano (n. 1911)
- 6 settembre - Ken Oberbruner, cestista, giocatore di baseball e allenatore di baseball statunitense (n. 1918)
- 6 settembre - Alfredo Rizzo, attore, regista e sceneggiatore italiano (n. 1902)
- 6 settembre - Robert Stoller, psichiatra e psicoanalista statunitense (n. 1924)
- 7 settembre - John Crosby, scrittore e giornalista statunitense (n. 1912)
- 7 settembre - Piero Gorgatto, velista italiano (n. 1925)
- 7 settembre - Edwin McMillan, fisico statunitense (n. 1907)
- 7 settembre - Ben Piazza, attore statunitense (n. 1933)
- 8 settembre - Brad Davis, attore statunitense (n. 1949)
- 8 settembre - Tom Jaquet, cestista statunitense (n. 1925)
- 8 settembre - Alex North, compositore statunitense (n. 1910)
- 8 settembre - Luigi Pareyson, filosofo italiano (n. 1918)
- 8 settembre - M.C. Reynolds, giocatore di football americano statunitense (n. 1935)
- 9 settembre - Karl Maria Herrligkoffer, medico tedesco (n. 1916)
- 9 settembre - Concetto Lo Bello, arbitro di calcio e politico italiano (n. 1924)
- 9 settembre - Viktor Tegelhoff, calciatore cecoslovacco (n. 1918)
- 10 settembre - Jack Crawford, tennista australiano (n. 1908)
- 10 settembre - Franco Reggiani, progettista, designer e scultore italiano (n. 1926)
- 11 settembre - Rudolf Kaiser, progettista tedesco (n. 1922)
- 12 settembre - Tina Centi, cantante italiana (n. 1933)
- 12 settembre - Franz Keller, psicologo, attivista e scrittore svizzero (n. 1913)
- 12 settembre - Chris Von Erich, wrestler statunitense (n. 1969)
- 13 settembre - Baruch Ashlag, rabbino israeliano (n. 1907)
- 13 settembre - Robert Irving, direttore d'orchestra britannico (n. 1913)
- 13 settembre - Metin Oktay, calciatore turco (n. 1936)
- 13 settembre - Paul Thompson, hockeista su ghiaccio e allenatore di hockey su ghiaccio canadese (n. 1906)
- 14 settembre - Julie Bovasso, attrice statunitense (n. 1930)
- 15 settembre - Petronella Burgerhof, ginnasta olandese (n. 1908)
- 15 settembre - John Hoyt, attore statunitense (n. 1905)
- 15 settembre - Luis Miró, allenatore di calcio e calciatore spagnolo (n. 1913)
- 15 settembre - Charles E. Osgood, psicologo statunitense (n. 1916)
- 16 settembre - Zino Francescatti, violinista francese (n. 1902)
- 16 settembre - Max Heinrich, calciatore svizzero (n. 1907)
- 16 settembre - Valerio Miroglio, artista italiano (n. 1928)
- 16 settembre - Bruno Paolinelli, regista, sceneggiatore e produttore cinematografico italiano (n. 1923)
- 16 settembre - Murilo Rubião, scrittore, giornalista e politico brasiliano (n. 1916)
- 16 settembre - Ol'ga Aleksandrovna Spesivceva, ballerina russa (n. 1895)
- 17 settembre - Bernhard Bischoff, paleografo, filologo e storico tedesco (n. 1906)
- 17 settembre - Rob Tyner, cantante statunitense (n. 1944)
- 17 settembre - Luciano Gisberti, allenatore di calcio e calciatore italiano (n. 1915)
- 17 settembre - Hal Hutcheson, cestista e allenatore di pallacanestro statunitense (n. 1920)
- 17 settembre - Frank H. Netter, medico e illustratore statunitense (n. 1906)
- 17 settembre - Song Shilun, generale cinese (n. 1907)
- 18 settembre - Martin Norberg, pallanuotista svedese (n. 1902)
- 18 settembre - Massimo Petrocchi, storico italiano (n. 1918)
- 19 settembre - Lydia Cabrera, scrittrice cubana (n. 1899)
- 19 settembre - Gino Pallotta, giornalista e saggista italiano (n. 1923)
- 21 settembre - Luis Llorens Soler, calciatore spagnolo (n. 1939)
- 21 settembre - Blasius Marsoner, poeta, storico e traduttore italiano (n. 1924)
- 22 settembre - Evgenij Filippovič Ivanovskij, generale sovietico (n. 1918)
- 22 settembre - Durga Khote, attrice indiana (n. 1905)
- 23 settembre - Harriet Hammond, attrice statunitense (n. 1899)
- 23 settembre - Francesco Toni, politico italiano (n. 1921)
- 23 settembre - Chuck Vincent, regista e sceneggiatore statunitense (n. 1940)
- 24 settembre - Francesco Della Corte, filologo classico e latinista italiano (n. 1913)
- 24 settembre - Vsevolod Ivanovič Feodos'ev, ingegnere sovietico (n. 1916)
- 24 settembre - Arcangelo Mandarino, magistrato italiano (n. 1920)
- 24 settembre - Michele Pellicani, giornalista, saggista e politico italiano (n. 1915)
- 24 settembre - Dr. Seuss, scrittore e fumettista statunitense (n. 1904)
- 25 settembre - Emilio Agazzi, filosofo italiano (n. 1921)
- 25 settembre - Klaus Barbie, militare e criminale tedesco (n. 1913)
- 25 settembre - Viviane Romance, attrice e danzatrice francese (n. 1912)
- 25 settembre - Anita Traversi, cantante svizzera (n. 1937)
- 26 settembre - Helmut Kohl, arbitro di calcio austriaco (n. 1943)
- 26 settembre - Billy Vaughn, cantante, polistrumentista e direttore d'orchestra statunitense (n. 1919)
- 27 settembre - Joe Hulme, calciatore e allenatore di calcio inglese (n. 1904)
- 27 settembre - Oona O'Neill, attrice statunitense (n. 1925)
- 27 settembre - Roberto Rojas Tardío, calciatore peruviano (n. 1955)
- 28 settembre - Eugène Bozza, compositore e direttore d'orchestra francese (n. 1905)
- 28 settembre - Miles Davis, trombettista e compositore statunitense (n. 1926)
- 28 settembre - Gisleno Santunione, calciatore italiano (n. 1924)
- 29 settembre - Ed Barge, animatore statunitense (n. 1910)
- 30 settembre - Shmuel Gonen, generale israeliano (n. 1930)
- 30 settembre - Lauri Lehtinen, calciatore finlandese (n. 1909)
- 30 settembre - Nancy Welford, attrice statunitense (n. 1904)